# Maja Gehrig
Maja Gehrig (geboren 1978 in Zürich) ist eine Schweizer Animationsfilmerin.

## Werdegang
Maja Gehrig besuchte 1999–2000 den Gestalterischen Vorkurs an der Hochschule für Gestaltung und Kunst Zürich (heute: ZHdK). Anschliessend studierte sie zwei Jahre Medienkunst an der Fachhochschule Aarau, gefolgt von einem Praktikum bei Eesti Joonisfilm in Tallinn, Estland. 2003–2005 absolvierte sie den Bachelor in der Studienrichtung Animation an der Hochschule Luzern – Design & Kunst. Ihr Bachelor-Abschlussfilm Une nuit blanche wurde an den Solothurner Filmtagen mit dem Nachwuchspreis der Suissimage/SSA ausgezeichnet.
2006–2011 war sie Kuratorin im Artspace Rondeel Maastrich ARM in den Niederlanden, wo sie auch Installationen und Performances realisierte. 2011 gründete sie die Produktionsfirma Gehrig Trick & Sohn mit Sitz in Zürich.
Ihre Animationsfilme Amourette (2009), Königin Po (2015) und Average Happiness (2019) wurden an zahlreichen Festivals im In- und Ausland gezeigt und mehrfach ausgezeichnet. Für den letzten erhielt sie 2020 den Schweizer Filmpreis in der Kategorie Bester Animationsfilm.
Im September 2020 hielt sie einen Artist Talk an der Ars Electronica.
Seit 2019 ist sie gemeinsam mit dem Westschweizer Animationsfilmemacher Elie Chapuis Co-Präsidentin des GSFA.
Maja Gehrig lebt in Zürich.

## Filmografie
- 2003: Metawalz
- 2003: Triple Texas Dream
- 2004: Teestunde
- 2004: Mister Mocco
- 2004: 2PS
- 2005: Une nuit blanche
- 2009: Amourette
- 2012: Bergzeug animiert
- 2015: Königin Po
- 2019: Average Happiness
- 2022: Still Life with Emotion Blur
- 2023: Empty Roles